# Roya Mahboob
Roya Mahboob (persiano:رویا محبوب; Herat, 1987) è un'imprenditrice afghana e attivista per i diritti delle donne.  Ha fondato e dirige Citadel Software Company, una società di sviluppo software a servizio completo con sede a Herat, in Afghanistan. Ha attirato l'attenzione perché è una delle prime donne CEO nel settore IT in Afghanistan, dove è ancora relativamente raro che le donne lavorino fuori casa. Il 18 aprile 2013, Roya Mahboob è stata nominata nella lista delle 100 persone più influenti del mondo 2013 della rivista Time per il suo sostegno all'istituzione di aule Internet nelle scuole superiori in Afghanistan e Women's Annex, un blog multilingue e un sito di video gestito da Film Annex..
La piattaforma Women's Annex offre alle donne dell'Afghanistan e dell'Asia centrale una piattaforma per raccontare le loro storie al mondo. L'introduzione di Mahboob alla rivista TIME è stata scritta da Sheryl Sandberg, Chief Operating Officer di Facebook e autrice di "Lean In: Women, Work and the Will to Lead". Il segretario di Stato americano John Kerry incontrò Mahboob e altre imprenditrici afghane presso l'International Center for Women's Economic Development dell'American University of Afghanistan. È anche nota per il suo lavoro con la piattaforma di distribuzione cinematografica online e la rete televisiva Web Film Annex sull'Afghan Development Project.  È consulente presso la Forbes School of Business & Technology.

## Biografia
Roya Mahboob è nata nella provincia di Herat nel 1987, ma ha lasciato il paese con la famiglia per stabilirsi in Pakistan e poi in Iran in seguito all'invasione sovietica. e all'arrivo dei talebani. È tornata in Afghanistan nel 2003 e ha imparato l'inglese facendo volontariato per un'organizzazione non governativa francese specializzata in media.
Nel 2005 si è iscritta a un corso di tecnologia dell'informazione e della comunicazione offerto alle donne dal "Programma di sviluppo delle Nazioni Unite" nello stesso anno e si è laureata in Informatica presso l'Università di Herat nel 2009. È stata educata lì dal team della "Technische Universität Berlin" (TU Berlin).  Ha inoltre trascorso un semestre presso la TU di Berlino nell'ambito di una formazione per docenti di informatica. Dopo la laurea nel 2009, Mahboob ha lavorato come IT-Director presso l'Università di Herat e successivamente come coordinatrice di progetto presso il IT-Department del Ministero dell'Istruzione Superiore, dove ha lavorato in stretta collaborazione con il Center for International and Intercultural Communication della TU Berlin.  Nel maggio 2011, è stata inclusa in una classe inaugurale di sette imprenditori afgani come parte dell'Herat Information Technology Program, una propaggine della Task Force for Business and Stability Operations in Afghanistan, fondata da Paul Brinkley, l'ex vice sottosegretario alla Difesa, nel 2010.
Nel 2014, Mahboob è diventata membro del comitato consultivo del think tank internazionale Global Thinkers Forum. Ha poi fondato l'Afghan Girls Robotics Team, noto anche come Afghan Dreamers. È stata minacciata perché ha avviato e gestito un'attività, ha assunto principalmente donne, ha fatto affari con stranieri e ha persino guidato un'auto.
Dopo la caduta di Kabul nel 2021, è stata coinvolta nell'evacuazione dei membri del team Afghan Girls Robotic e delle loro famiglie attraverso il contatto con il governo del Qatar.

## Premi e riconoscimenti
- 2013 - One of Time‍ 's "100 Most Influential People in the World"[24]
- 2013 - Civic Innovator "National Democracy Institute"[25]
- 2014 - The Tribeca Disruptive Innovation Awards[26]
- 2015 - World Economic Forum Young Global Leaders 2015[27]
- 2015 - Michael Dukakis Leadership Fellow[28]